# Historiografía china
Las interpretaciones de la historia de China se refieren al estudio del método y suposiciones hechas en el estudio de la historia de China. 

## Narración e interpretaciones de la historia de China

### Ciclo dinástico
La interpretación tradicionalista de la historia de China ve el auge y caída de las dinastías (ciclo dinástico) como un cumplimiento del Mandato del Cielo. Desde ese punto de vista, una nueva dinastía se funda por un fundador virtuoso. Con el tiempo, la dinastía deviene moralmente corrupta y disoluta. La inmoralidad de la dinastía se refleja en desastres naturales, rebeliones e invasiones extranjeras. A la larga, la dinastía se debilita tanto que se posibilita su reemplazo por una nueva dinastía. Esta teoría llegó a popularizarse durante la dinastía Zhou. No es enteramente una concepción cíclica de la historia, ya que asume que la edad de oro es algo definitivamente pasado, y que la historia es un descenso gradual hacia la decadencia.
La teoría también asume que solo hay un soberano legítimo de todo lo que hay bajo el cielo en cada momento, pero a través de la historia china ha habido polémicas y largos periodos de desunión en que la legitimidad estaba discutida. Otro problema es si la dinastía cae incluso siendo virtuosa. El último gobernante de una dinastía siempre arrastrará el baldón aunque no lo merezca. El desprestigio final de la interpretación tradicional vino con el final del propio ciclo dinástico y el nacimiento de la República de China. Los conceptos de Mandato del Cielo y monarquía divina se desacreditaron, como muestran los dos fallidos e impopulares intentos de restaurar el sistema imperial de Yuan Shikai y Zhang Xun.

### Interpretaciones marxistas de la historia de China
La mayor parte de la historiografía china publicada en la República Popular China está basada en la interpretación marxista de la historia (materialismo histórico), que ve a la historia gobernada por leyes universales, de acuerdo con las cuales la sociedad pasa por una serie de estadios impulsada por la lucha de clases. Esos estadios son: 
- esclavismo
- feudalismo
- capitalismo
- socialismo
- comunismo

El paradigma oficial en la República Popular China asocia cada uno de estos estadios con una era particular de la historia china, en la que introduce algunas subdivisiones: 
- esclavismo – de la dinastía Xia a la dinastía Shang
- feudalismo
  - descentralizado – de la dinastía Zhou a la dinastía Sui
  - burocrático – de la dinastía Tang a las Guerras del Opio
  - era semicolonial - de las Guerras del Opio al final de la dinastía Qing
- capitalismo - República de China
- socialismo - República Popular China (1949 en adelante)
  - estadio primario del socialismo – Tras la muerte de Mao (1978 en adelante)
  - comunismo mundial (en un futuro impreciso)

A causa de la hegemonía del Partido Comunista de China y la importancia de la interpretación marxista de la historia en su legitimación, es difícil para los historiadores chinos construir interpretaciones antimarxistas o simplemente no marxistas. No obstante, esta restricción política es menos restrictiva de lo que pudiera parecer a primera vista, dado que el materialismo histórico (como cualquier paradigma) es sorprendentemente flexible, y la habilidad de los historiadores suficiente para modificarlo en teorías históricas alternativas usando un lenguaje que no desafíe la interpretación oficial.
Hay varios problemas asociados a la interpretación marxista. El primero, que la esclavitud ha existido a lo largo de toda la historia china, y que nunca fue el modo de producción dominante. Otro, que mientras la dinastía Zhou puede ser etiquetada como feudal, otras fueron estados centralizados. Para solucionar la contradicción, los marxistas chinos inventaron el término "feudalismo burocrático", en aparente oxímoron. Situar a los Tang como iniciadores de la fase burocrática se hace basándose en el sistema de exámenes imperiales que acabó convirtiéndose en el sistema de los nueve rangos; aunque con anterioridad ambos sistemas estaban en uso. Algunos analistas de los sistemas mundiales (teoría del sistema mundial, buscando el origen de los ciclos Kondratiev) apuntan que el capitalismo surgió en primer lugar durante la dinastía Song.
Recientemente, el Partido Comunista de China ha adoptado una cronología extremadamente anticuarista , según la cual, el estado chino apareció tan precozmente como les ha parecido posible. La dinastía Xia (que para otros es todavía un concepto especulativo) y la Sanhuangwudi (que entra en el terreno de lo mítico) han pasado a aceptarse como hechos por el punto de vista oficial.

### Los tres estadios de la Revolución
El Kuomintang desarrolló su propia teoría de estadios políticos basados en las propuestas de Sun Yatsen, y limitadas a la historia más reciente:
- unificación militar - 1923 - 1928 (Expedición al Norte)
- tutela política - 1928 - 1947
- democracia constitucional - 1947 en adelante (República de China, limitada territorialmente a Taiwán)

La crítica más obvia es la naturaleza casi idéntica de los dos últimos estadios, que consistieron en un régimen de partido único hasta los años 1990. Chen Shui-bian ha propuesto su propia Teoría de los cuatro estadios de la República de China.

### Inclusividad étnica
También patrocinada por el Partido Comunista Chino está la interpretación de la Historia de China como incluyente de todos los grupos étnicos pasados y presentes (Zhonghua Minzu), y no únicamente de los chinos han. China (incluyendo sus vasallos/tributarios internos) se ve como un estado coherente, formado desde tiempo inmemorial, y existe como una entidad legal incluso en periodos de desunión política. Los chinos son vistos como súbditos y participantes de ese estado, independientemente de su etnicidad.
La virtud de esta teoría es mostrar las contribuciones a la historia china de los no pertenecientes a la etnia mayoritaria (han). Apreciar como parte de ella a las dinastías no han, como los Yuan mongoles y los Qing manchúes, se supone que reduce la alienación de las minorías étnicas que viven dentro de China. 
Esta teoría también hace surgir críticas y disputas internas. Según estos críticos (ideológicamente contrarios a las concepciones territoriales de la República Popular), puede suponer una pantalla de humo para mantener el dominio chino sobre Tíbet y Sinkiang, y justificar la reivindicación de Taiwán. Mongolia y Vietnam muestran preocupación por si en un futuro puede usarse contra ellos, y ser etiquetados también como chinos. Los historiadores coreanos rechazan la calificación de chinos a los yacimientos arqueológicos de cultura coreana en territorio chino. Esta teoría también ha sido acusada de hacer surgir controvertidas caracterizaciones, como la de Genghis Khan como chino, existiendo modernamente una nación-estado mongola. Por otra parte, es cierto que hay más población de etnia mongola en territorio chino que en Mongolia. Puede debatirse a partir de ahí quien tiene más derecho a la herencia histórica mongola.
No obstante, pueden hacerse serios contra-argumentos. Por ejemplo, ha sido una tradición china desde la dinastía Jin (siglo III) que los emperadores de cada dinastía patrocinaran la redacción de la historia oficial de la dinastía inmediatamente presente, lo que normalmente implicaba una monumental tarea intelectual. Las dinastías Yuan y Qing (que podrían considerarse extranjeras, ya que las familias imperiales no pertenecían a la etnia han) cumplieron fielmente con la tradición, escribiendo respectivamente las historias oficiales de las dinastías Song y Ming (dominadas por los han). Si no se hubieran considerado a sí mismas como continuadoras del Mandato del Cielo del Reino del Centro (el centro cosmológico del mundo conocido) ¿por qué habrían de mantener tan costosa tradición?, sería difícil encontrar una explicación. Si, por el contrario, toda dinastía no han se veía a sí misma como poseedora legítima del Mandato del Cielo, lo que la legitimaba en el ciclo dinástico, más allá del origen social o étnico, era la integridad moral y el liderazgo benevolente que el mismo Mandato del Cielo había estado validando.
No obstante, si de algo se puede culpar a la teoría de la inclusividad o inclusión étnica (si es que es posible culparla desde los patrones geo-político-culturales de hoy en día), es por ser académicamente inconsistente y falta de ética. No puede sostenerse, desde la terminología étnica y racial moderna, el que los pueblos de la actual Asia septentrional y meridional -y partes del Asia Central y suroriental- hayan pensado en sí mismos como parte de un gran mundo integral centrado en la China central durante un período tan prolongado (todo el periodo anteriores al momento en las potencies europeas destruyeron esta imaginativa construcción cosmológica). Por supuesto distintos grupos discuten este hecho en interés de sus fines políticos.
Esta teoría no se limita a los intelectuales comunistas. El Tongmenghui consideraba inicialmente a los manchúes como ocupantes no-chinos, pero rápidamente se apercibieron de que la inclusión étnica era necesaria para mantener la integridad territorial de la nueva república; de modo que el principio de la independencia han se abandonó a favor del principio denominado Cinco Razas Bajo Una Unión. El régimen de Taiwán (República de China) sigue manteniendo en su idea de China una reivindicación territorial muy amplia, que incluye a Mongolia y a Tannu Uriankhai.

### Discurso antiimperialista
Fuertemente relacionados con estas tendencias están los discursos antiimperialistas. Aparecen tanto en los historiadores de la República Popular y los marxistas occidentales, como en los adscritos al Kuomintang (particularmente en la década de 1960), activamente antimarxistas.

### Interpretacionesmodernistasde la historia de China
Esta interpretación de la historia china ve a la sociedad china del siglo XX como una sociedad tradicional intentando llegar a ser moderna, presuponiendo que la sociedad occidental es el paradigma de lo moderno.
Tiene sus raíces en el punto de vista británico de comienzos del siglo XIX sobre Oriente. Según esta visión, que puede llamarse orientalismo, las sociedades asiáticas (India, China y Oriente Medio), pudieron tener un pasado glorioso, pero su problema era justamente estar atrapadas en ese pasado estático. Tal argumento proporcionaba una justificación implícita del colonialismo, con los ingleses asumiendo la llamada tarea del hombre blanco: romper las ataduras del pasado estático para llevar a esas sociedades al mundo moderno.
A mediados del siglo XX, iba quedando claro para los historiadores que la noción de la China ajena a los cambios, era insostenible. Un nuevo concepto, popularizado por John Fairbank era la noción de cambio dentro de la tradición, que argumentaba que, aunque China cambiaba en el periodo premoderno, ese cambio existía dentro de ciertas tradiciones culturales. 
Hay también críticos de esta crítica modernista. Unos se centran en la definición de la sociedad tradicional, que sería simplemente un comodín que englobaría a cualquier sociedad no occidental implicando que todas ellas son similares. Para usar una analogía, sería como clasificar todos los animales en dos grupos: peces y “no peces”, lo que haría tal clasificación bien poco útil, al poner juntas a las arañas y las cabras monteses.
La noción de cambio dentro de la tradición también ha sido objeto de crítica. Decir que China no ha cambiado en lo fundamental es una tautología, pues simplemente hay que buscar las cosas que no han cambiado y definirlas como fundamentales. El problema que tiene hacer eso es que podría aplicarse a cualquier otro lugar: por ejemplo, diciendo que Inglaterra no ha cambiado en lo fundamental en los últimos mil años, dado que la institución monárquica ha sobrevivido todo ese tiempo.

### Teoría hidráulica
Derivada de Marx y Max Weber, Karl August Wittfogel argumentó que la burocracia surge como necesidad de gestionar los sistemas de irrigación. El despotismo asiático es el nombre que se dio al sistema que obligaba a la población a construir canales, diques y drenajes para incrementar la producción agrícola. Yu el Grande, uno de los legendarios fundadores de China, es principalmente conocido por su control de las inundaciones. El imperio hidráulico producía riqueza con su estabilidad, y aunque las dinastías cambiaran, la estructura permaneció intacta hasta que fue superada por la técnica moderna.
La crítica a Wittfogel y su teoría del despotismo oriental apunta que la gestión hidráulica no era una prioridad comparada con los impuestos, los rituales y la represión del bandidaje. La teoría también adolece de un fuerte orientalismo, al considerar como iguales a todos los estados asiáticos.

### Teoría de la Convergencia
Es un término amplio que incluye los puntos de vista de intelectuales chinos no marxistas de mediados del siglo XX, como la teoría de la involución de Hu Shih y Ray Huang. Ven los últimos 150 años como un periodo en que la civilizaciones china y occidental están en un proceso de convergencia en una civilización mundial.
Este punto de vista está altamente influenciado por la teoría de la modernización, pero también por fuentes autóctonas, como el concepto de "shijie datong" o la Gran Unidad. Tiende a perder popularidad en los historiadores más recientes. Entre los historiadores occidentales, entra en conflicto con el impulso posmoderno, que es escéptico con las grandes narrativas. Entre los historiadores chinos, la teoría de la convergencia entra en conflicto con el nacionalismo chino, que entiende a China como un ente único.

### Interpretación de la historia china a través del conflicto con Europa
Estas ponen a Europa como la fuerza directriz de la reciente historia de China. Hay dos variantes, una se centra en Europa como la fuerza directriz que está tras la búsqueda de la modernidad por parte de China, y la otra se centra en los efectos del colonialismo europeo.
Una crítica de estos puntos de vista indica que ignoran las fuerzas históricas que no implican a Europa, como los factores económicos autóctonos. Un ejemplo de punto ciego en estas interpretaciones es la influencia de las políticas sobre Asia Central y sus interacciones con Europa durante la dinastía Qing.

### Interpretaciones posmodernas de la historia china
Las interpretaciones posmodernas de la historia de China tienden a rechazar las grandes narraciones de otras interpretaciones de la historia. En vez de buscar grandes pautas, tienden a concentrarse sobre asuntos de aparentemente menor envergadura de la historia china, como la vida cotidiana y la gente corriente en vez de las élites.

## Temas de estudio en la historiografía china

### Tendencias recientes en la historiografía china
El final del siglo XX y el comienzo del XXI han propiciado una gran cantidad de estudios de la historia china, buena parte de ellos de carácter revisionista, en el sentido de que desafían los paradigmas tradicionales. Los ambientes intelectuales se están apercibiendo de que hay mucho en la historia china que se desconoce o que cuyo conocimiento es controvertido. Por citar alguna de estas controversias, es un tema activo de discusión si el campesinado chino del 1900 mejoraba o empeoraba en sus condiciones de vida. También se están detectando grandes yacimientos de fuentes primarias que permanecen sin analizar.
Los historiadores chinos están siendo influenciados fuertemente por la posmodernidad. Por ejemplo, tienden a interrogar a las propias preguntas, cuestionándose las presuposiciones que implica una pregunta antes de contestarla. Así, por ejemplo, antes de contestar la pregunta ¿Por qué no desarrolló China la ciencia moderna y el capitalismo?, debería responderse a la de ¿Por qué suponemos que lo que China desarrolló no era ciencia moderna y capitalismo? De este modo llegamos a cuestionar cuáles son las características esenciales de ambos conceptos, y si tiene algún sentido aplicar conceptos europeos a la historia china.
Un ejemplo de lo fructífero que resulta el cuestionamiento de las presuposiciones proviene de cuestionar si China era débil en el siglo XIX, para darse cuenta del hecho de que durante esa presunta debilidad se estaba extendiendo sus fronteras hasta puntos nunca antes alcanzados en Asia Central. Esta evidencia ha empujado a los historiadores a interesarse en las políticas y actuaciones chinas en esa región, para confirmar que afectó profundamente a la política china hacia Europa.
Otra tendencia de la historiografía occidental sobre China ha sido separarse de las grandes teorías de la historia para centrarse en el entendimiento parcial de algún aspecto de la realidad china. Las investigaciones históricas de comienzos del siglo XXI ya no intentan incluir a China en algún paradigma histórico, como ocurría a mediados de siglo XX, sino que tienden a ser estudios empíricos de una pequeña parte de China con ánimo de alcanzar una comprensión más profunda de la dinámica social, política y económica de un territorio de escala provincial o local (historia local), con pocas pretensiones de crear una explicación generalizable a toda China.
Estos nuevos historiadores también intentan utilizar las fuentes de modo más crítico. Por ejemplo, durante mucho tiempo se había supuesto que la China imperial no tenía un sistema de derecho civil, ya que los códigos de leyes no hacían previsiones explícitas para casos civiles. No obstante, estudios más recientes que usan registros de magistrados civiles sugieren que en realidad China tenía un sistema muy bien desarrollado de derecho civil mediante la interpretación del derecho penal en causas civiles. Otro ejemplo de una visión más crítica de las fuentes han sido las opiniones anti-mercantiles hechas por intelectuales de la época central de la dinastía Qing. Tradicionalmente han sido interpretadas como ejemplos de la hostilidad gubernamental hacia el comercio, pero estudios más ajustados que usan fuentes primarias como diarios de magistrados y registros genealógicos, sugieren que los mercaderes realmente tenían una poderosa influencia en las políticas del gobierno, y que la división ente el mundo de los mercaderes y el de los funcionarios era más porosa que lo que tradicionalmente se creía. De hecho, hay un creciente consenso en que tales textos anti-mercantiles deben tomarse como una prueba de la erosión sustancial del poder y la libertad de actuación de los funcionarios.
Por último, se está poniendo un creciente interés en las vidas de la gente corriente, a través de documentación histórica no analizada hasta ahora. Ejemplos de tales fuentes son la gran cantidad de archivos gubernamentales y familiares, hasta ahora no procesados, registros económicos como censos, listados de precios, rentas rústicas e impuestos. Además hay gran cantidad de creaciones literarias utilizables como fuentes historiográficas, como novelas vernáculas, manuales utilitarios y literatura infantil, que están en el proceso de ser analizados para proporcionar claves para la comprensión de la vida cotidiana del chino medio (si es que tal categoría existió en la realidad).